# Hello

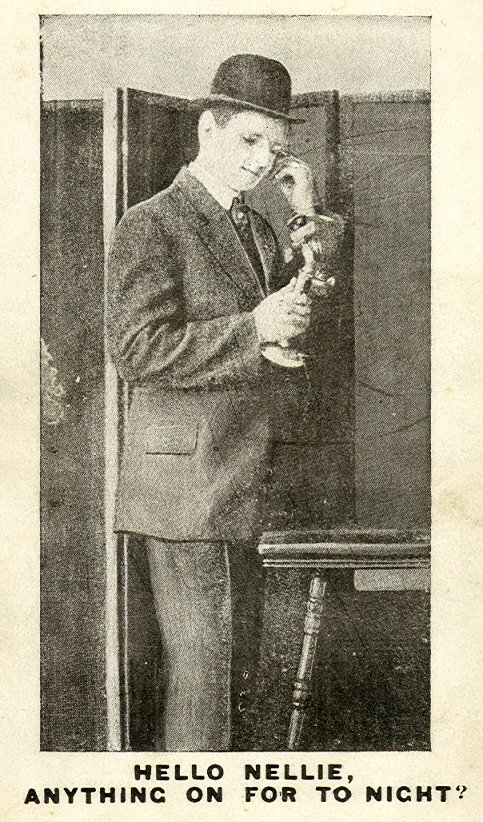
인사말 'Hello'는 19세기 후반의 전화기와 관련이 있다. 이 엽서는 1905~1915년경에 만들어졌다.

Hello(헬로)는 영어에서 사용하는 인사말이다. 이 단어가 문헌에 처음 등장한 것은 1826년이다.

## 초기 사용
'Hello'라는 철자로 된 이 단어는 1826년 10월 18일자 미국 코네티컷주 노리치의 《노리치 쿠리어》(Norwich Courier) 신문에서 처음 사용되었다. 또 다른 초기 사용 예로는 1833년 출간된 미국 서적 《웨스트 테네시의 데이비드 크로켓 대령의 스케치와 기행》(The Sketches and Eccentricities of Col. David Crockett, of West Tennessee)이 있으며, 같은 해 《런던 문학 가제트》(The London Literary Gazette)에도 재수록되었다. 1860년대에 이르러서는 이 단어가 문학 작품에서 널리 사용되었다.

## 어원
《옥스퍼드 영어사전》에 따르면, 'hello'는 'hallo', 'hollo'의 변형이며, 고대 고지 독일어의 'halâ, holâ'에서 유래했다. 이는 'halôn, holôn'(가져오다)의 강조 명령형으로, 특히 나룻배 사공을 부를 때 사용되었다. 또한 이 사전은 'hello'의 발달 과정에서 더 이른 형태인 'holla'의 영향을 언급하는데, 이는 프랑스어 'holà'(대략 '어이!'의 의미로, 프랑스어 'là'는 '거기'를 뜻함)에서 비롯되었다. 'hello' 외에도 'halloo', 'hallo', 'hollo', 'hullo', (드물게) 'hillo' 등이 변형 또는 관련 단어로 존재하므로, 이 단어는 다섯 가지 모음 중 어느 것을 사용해도 철자가 가능하다.
빌 브라이슨은 그의 저서 《모국어》(Mother Tongue)에서 'hello'가 고대 영어 구문 'hál béo þu'('Hale be thou' 또는 'whole be thou'로, 건강을 기원하는 의미; 참고로 'goodbye'는 'God be with ye'의 축약형)의 축약형이라고 주장한다.

### 전화기
전화기가 발명되기 전에는 구두 인사가 주로 "좋은 아침입니다"(good morning)와 같이 시간대와 연관되어 있었다. 전화기가 서로 다른 시간대에 있는 사람들을 연결하기 시작하면서, 시간과 무관한 인사말이 인기를 얻게 되었다.
토머스 에디슨은 전화 인사로 'hullo'를 대중화한 것으로 알려져 있다. 이전 수십 년 동안 'hullo'는 놀람을 표현하는 감탄사로 사용되었으며(찰스 디킨스가 1850년에 초기에 사용), 'halloo'는 나룻배를 타고 싶어 하는 사람들이 나룻배 사공에게 외치는 말이었다. 한 기록에 따르면, 에디슨이 1877년 음성 녹음을 고안했을 때 스트립 축음기에 처음 외친 단어가 'halloo'였다고 한다. 알렉산더 그레이엄 벨이 전화기를 발명한 직후, 그는 선박에서 사용되는 용어를 차용하여 전화를 받을 때 "ahoy ahoy"라고 말했다. 하지만 이 인사말이 널리 퍼졌다는 증거는 없다. 에디슨은 1877년 8월 15일 피츠버그 중앙 지구 및 인쇄 전신 회사의 사장인 T. B. A. 데이비드에게 보낸 편지에서 'Hello!'를 제안했다.
데이비드 친구, 우리는 호출 벨이 필요하지 않을 것 같소. 'Hello!'는 3~6 미터 떨어진 곳에서도 들을 수 있기 때문이오. 어떻게 생각하시오? 에디슨 – 추신. 송신기와 수신기의 초기 제조 비용은 단 7달러에 불과하오.
'Hello'가 포함된 최초의 이름표는 1880년 나이아가라 폭포에서 있었던 최초의 전화 교환원 대회에서 사용되었을 수 있다. 1889년까지 중앙 전화 교환원들은 이 인사말과 전화기의 연관성 때문에 "헬로 걸"로 알려지게 되었다.
1918년의 한 소설에서는 전화 대화 맥락에서 'Halloa'라는 철자를 사용하고 있다.

## "Hello, World" 컴퓨터 프로그램
새로운 컴퓨터 프로그래밍 언어를 배우는 학생들은 종종 "Hello, World!" 프로그램을 작성하는 것으로 시작한다. 이 프로그램은 단순히 "Hello, World!"라는 메시지를 사용자에게 전달하는 것(예를 들어 화면에 표시하는 것) 외에는 아무 기능도 하지 않는다. 이는 가장 초기의 프로그램들부터 사용되어 왔으며, 많은 컴퓨터 언어에서 볼 수 있다. 이러한 전통은 커니핸과 리치의 저서 《C 프로그래밍 언어》의 도입부 장에 인쇄된 후 더욱 대중화되었다. 이 책은 1974년 벨 연구소의 브라이언 커니핸이 작성한 메모에서 가져온 예제를 재사용한 것이다.

## 같이 보기
- 알로하
- 앗살라무 알라이쿰
- 차오
- 나마스테
- 샬롬